# Ларгу-ду-Машаду (станция метро)
«Ларгу-ду-Машаду» (порт. Estação Largo do Machado) — пересадочная станция линий 1 и 2 метрополитена Рио-де-Жанейро. Станция располагается между районами Катете, Фламенго и Ларанхейрас. Открыта 17 сентября 1981 года.
Станция обслуживает до 40 000 пассажиров в день.

## Платформы
- Боковая платформа (Зона Север) (Plataforma lateral (Zona Norte)): Линия 1 (Саэнс-Пенья)
- Центральная платформа (Зона Север) (Plataforma central (Zona Norte)): Линия 2 (Павуна)
- Центральная платформа (Зона Юг) (Plataforma central (Zona Sul)): Линия 1 (Ипанема/Женерал-Озориу)

## Окрестности
- Церковь Nossa Senhora da Glória
- Кинотеатр São Luiz
- Музей телефона
- Футбольный клуб «Флуминенсе»
- Стадион das Laranjeiras
- Театр Cacilda Becker
- Музей фольклора
- Кинотеатр São Luiz
- Кинотеатр Estação Paissandu
- Статуя Христа-Искупителя
- Парк Эдуарду Гинли
- Дворец Гуанабара
- Церковь São Judas Tadeu
- INES